# دول إفريقية ناطقة بالبرتغالية

PALOP، مظللة باللون الأحمر

الدول الأفريقية الناطقة بالبرتغالية (بالإنجليزية: Lusophone Africa)، تتكون من ستة بلدان أفريقية اللغة البرتغالية فيها إما لغة رسمية وحيدة أو مشتركة مع لغات أخرى، وهذه الدول هي: أنغولا، والرأس الاخضر، وغينيا بيساو، وموزامبيق، وساو تومي وبرينسيب، وكذلك دولة غينيا الاستوائية منذ عام 2011م. وهذه الدول الست جميعها كانت مستعمرات سابقة للإمبراطورية البرتغالية، أما دولة غينيا الاستوائية فكانت أيضاً منذ عام 1778م حتى الاستقلال مستعمرة للإمبراطورية الإسبانية.
في عام 1992م، شكلت الدول الإفريقية الخمس الناطقة بالبرتغالية منظمةً مشتركة فيما بينها تسمى منظمة الدول الإفريقية الناطقة بالبرتغالية والتي تعرف اختصاراً بـ PALOP ، كما وقعت هذه الدول في عام 1996م اتفاقية رسمية مع البرتغال، والاتحاد الاوروبي والأمم المتحدة  لتعزيز تنمية الثقافة والتعليم والحفاظ على اللغة البرتغالية جنبا إلى جنب مع البرتغال والبرازيل، وأنشأت مجتمع دول اللغة البرتغالية (CPLP)، وانضمت اليهم تيمور الشرقية في عام 2002م، وغينيا الاستوائية في عام 2014م.

## البلدان الإفريقية الناطقة بالبرتغالية (PALOP)

### مستعمرات برتغالية سابقة
- أنغولا
- الرأس الأخضر
- غينيا بيساو
- موزمبيق
- ساو تومي وبرينسيب

### مستعمرة برتغالية (1474-1778)، ومستعمرة إسبانية (1778-1968) سابقة.
- غينيا الاستوائية

كانت غينيا الاستوائية مستعمرة برتغالية قبل أن تطالب بها إسبانيا في عام 1778م، كما اعتمدت اللغة البرتغالية باعتبارها اللغة الرسمية الثالثة للبلاد في أكتوبر 2011 ، وذلك من أجل السماح لها بالدخول إلى مجموعة البلدان الناطقة بالبرتغالية PALOP، على الرغم من قواسمها التاريخية والثقافية المحدودة مع البلدان الأخرى.
لم تكن غينيا الاستوائية جزءًا من منظمة البلدان الإفريقية الناطقة بالبرتغالية PALOP، كما أنها لم تكن عضوًا مؤسسًا لـ FORPALOP في يونيو 2014، وهي المؤسسة التي تم إنشاؤها مؤخرًا والتي تضم البلدان الإفريقية الناطقة بالبرتغالية PALOP وتهدف إلى تعزيز التعاون السياسي والدبلوماسي، من أجل تعميق روابط الصداقة التاريخية والتضامن بين هذه الدول الأفريقية، ومن الجدير ذكره أن اللغة البرتغالية قليلة الاستخدام في جميع أنحاء البلاد، وتم قبولها في CPLP في عام 2014، وبعد ذلك أصبحت العضو السادس لـ FORPALOP.

## انظر أيضًا

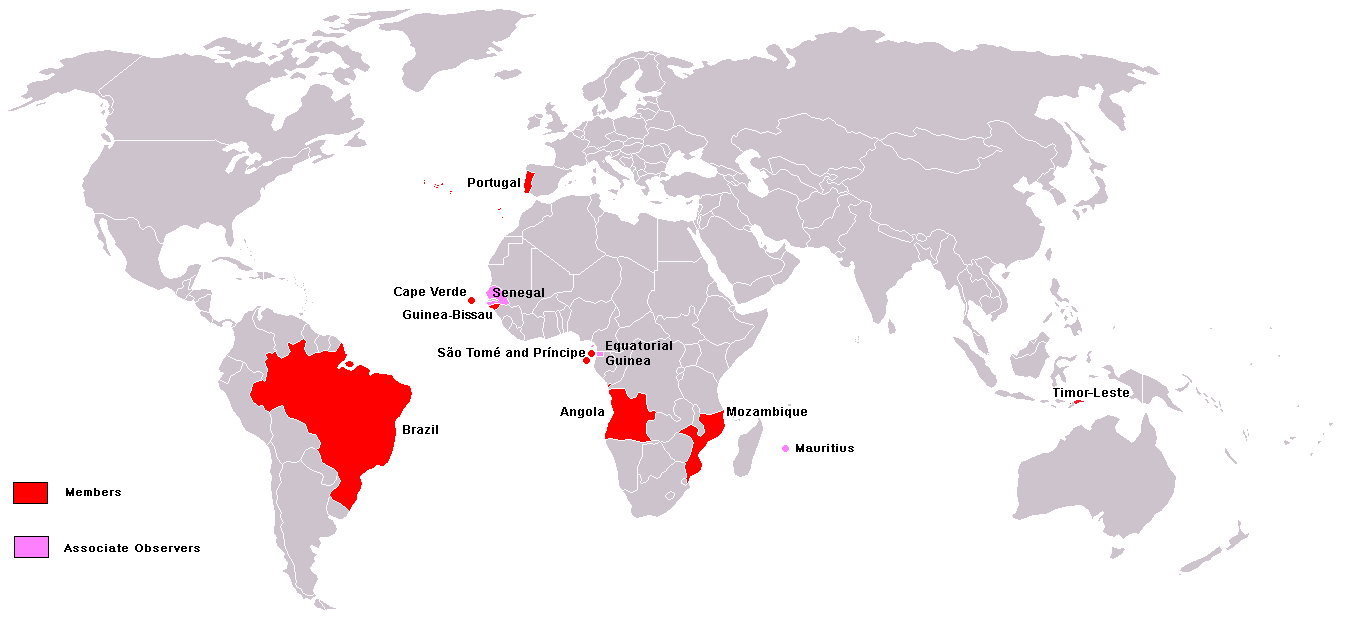
أعضاء مجتمع دول اللغة البرتغالية (CPLP)

## تراث ما بعد الاستعمار المشترك
كانت هذه الدول الأفريقية الخمس مستعمرات سابقة للإمبراطورية البرتغالية، والتي انهارت بعد فترة قصيرة من الانقلاب العسكري في القرن العشرين في لشبونة، كما أن الضغوط الناتجة من حرب المستعمر البرتغالي زعزعت وأضعفت الدكتاتورية البرتغالية، وايضا عجلت بالإطاحة بنظام أنطونيو دي أوليفيرا سالازار.
بدأ الضباط العسكريون صغار السن، والذين خاب أملهم في حرب بعيدة جداً وفرضت ضرائب، بمواجهة المقاومة المؤيدة للاستقلال ضد البرتغال، وأدت في النهاية إلى الانقلاب العسكري في 25 أبريل 1974م.
كان لحكم الإمبراطورية البرتغالية الاستعمارية طويلة الأمد آثار متفاوتة على الدول الأفريقية حتى بعد أن حصلت هذه الدول على الاستقلال في السبعينيات، يكمن تراث بناء الإمبراطورية البرتغالية في خطاب ما بعد الاستعمار، الذي يحاول تفسير تطور الدولة القومية الحديثة في أفريقيا، الناطقة بالبرتغالية، ويلقي الضوء على إخفاقاتها.

## وصلات خارجية
- http://www.bportugal.pt/en-US/PublicacoeseIntervencoes/Banco/Cooperacao/Pages/EvolucaodasEconomiasdosPALOPeTM.aspx نسخة محفوظة 3 مارس 2016 على موقع واي باك مشين.